# Der letzte Tag der Schöpfung
Der letzte Tag der Schöpfung ist ein Science-Fiction-Roman zum Thema Zeitreise in Verbindung mit der Peak-Oil-Thematik des deutschen Schriftstellers Wolfgang Jeschke, der erstmals 1981 in Deutschland veröffentlicht wurde. Die englische Übersetzung ist erstmals im Jahre 1982 in den USA und Großbritannien erschienen.

## Handlung
In den Wirren des Kalten Krieges betreibt die NASA unter dem Deckmantel eines „Rennens zum Mars“ mit der Sowjetunion Forschung auf dem Gebiet der Zeitreise. Nach ersten Erfolgen werden diverse Spezialisten aus allen technischen und militärischen Fachgebieten rekrutiert, um als erste Chrononauten auf eine Reise fünf Millionen Jahre zurück in die Vergangenheit geschickt zu werden. Zu diesem Zeitpunkt gibt es aber noch keine Möglichkeit, die Zeitreisenden wieder in ihre eigene Zeit zurückzuholen. Die NASA und die US Navy allerdings sind sich sicher, – und versprechen dieses auch den Protagonisten – dieses Problems schon in unmittelbarer Zukunft Herr werden zu können.
Das Ziel der USA ist es, eine Basis im – zu dieser Zeit nicht mit Wasser gefüllten – Becken des Mittelmeeres zu errichten. Von dort aus sollen die Chrononauten das Erdöl des Nahen Ostens, vor allem Saudi-Arabiens abpumpen und per Pipeline quer durch Europa transportieren, um es in der Gegenwart mit als Nordsee-Erdölplattformen getarnten Zeitmaschinen fördern zu können. Intention ist es, die westliche Welt unabhängig von den erdölexportierenden Staaten zu machen und so das Machtgleichgewicht zu Gunsten der Westlichen Welt zu verschieben.
Die Funktionsfähigkeit des sogenannten Chronotrons beweisen drei Artefakte, deren Funde am Anfang des Buches sehr detailliert beschrieben werden: Ein in der Wüste Algeriens entdeckter, zum Fundzeitpunkt noch nicht entwickelter Mörser, ein Teil eines erodierten Sauerstoffschlauchs – welcher in Italien seit Jahrhunderten durch die katholische Kirche als heilige Reliquie des hl. Veit verehrt wird, und die Überreste eines verrosteten Militär-Jeeps in einer prähistorischen Tonschicht im Gibraltar der 1840er Jahre. Durch den zweifelsfreien Anachronismus dieser Funde ist der technische Erfolg belegt, gleichwohl hierdurch auch ein Scheitern der eigentlichen Unternehmung bewiesen wird, ist doch in der erzählten Zeitlinie noch kein Erdöl auffindbar.
Die Zeitreise in die Vergangenheit gelingt. Die Gruppe um den Protagonisten Steve Stanley erlebt bereits kurz nach der Landung die erste Überraschung. In der Vergangenheit tobt bereits ein Krieg zwischen den Amerikanern und einer arabisch-sowjetischen Allianz. Es stellt sich heraus, dass aufgrund eines Streueffektes die verschiedenen Teams von Zeitreisenden sehr verstreut in der Vergangenheit ankommen. Teilweise über Jahrhunderte und Jahrtausende verteilt und nicht in der Reihenfolge ihrer Abreise aus der Gegenwart. Ein koordiniertes Vorgehen zum Bau der Pipeline ist unter diesen Voraussetzungen nicht möglich. Die verschiedenen Gruppen kämpfen um ihr Überleben und bestenfalls darum, den Gegner an der Umsetzung der jeweils entgegengesetzten Pläne zu hindern.
Zu ihrer Überraschung taucht zudem ein Menschenaffe (Vertreter der Pithecanthropus erectus) auf, der sich Goodluck nennt und mitsamt seinen Gefährten von den Amerikanern als Kämpfer rekrutiert wurde. Goodluck rettet die Chrononauten und bringt sie zur amerikanischen Festung auf Sardinien, die nur aus ein paar älteren Soldaten und einer Pflegerin besteht.
Der in der Vergangenheit tobende, teilweise mit Atomwaffen geführte Krieg hat bereits erhebliche Auswirkungen auf die Geschichte der Welt und auf die „eigentliche“ Gegenwart. So wurde die Landverbindung bei Gibraltar zerstört, sodass sich der Atlantik ins Mittelmeerbecken ergießt und das Ende der messinischen Salinitätskrise herbeiführt. In der Gegenwart wurde dieser Dammbruch mit einem Erdbeben erklärt.
Es stellt sich auch heraus, dass es weitaus mehr Zeitreisende gibt, die schon jahrzehntelang auf ihre Rückkehr warten und sogar aus zwischenzeitlich veränderten Zeitlinien kommen. Dies kann nur den Zeitreisenden selbst auffallen, da für alle anderen die jeweils veränderte Geschichtsentwicklung deren erlebte Realität bis zur eigenen Zeitreise war.
So gibt es z. B. eine Gruppe, die aus einer politisch eher unbedeutenden USA stammt, in deren Zeitlinie Mexiko die dominierende Nation des nordamerikanischen Kontinents ist. Spuren einer Art Weltraumbahnhof in Nordeuropa und einer gigantischen Herkulesstatue bei Gibraltar deuten auf weitere, deutlich ältere Spuren von Zeitreisenden oder eine frühere Zivilisation vor der Entstehung des Menschen hin.

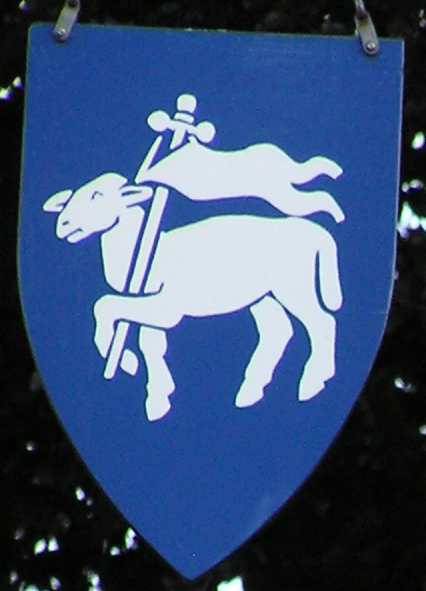
Symbol Agnus Dei

Aber auch Zeitreisende mit überlegener Technik, aus einer weit entfernten, religiös geprägten Zukunft üben ihren Einfluss aus. Sie sind erkennbar an ihrem Symbol an der Uniform, dem Agnus Dei. Hier klingt die Idee eines Paralleluniversums an, als ein solcher Reisender dem Protagonisten anbietet, in „seine“ Zukunft mitzukommen.
In der Karibik hat sich darüber hinaus eine Kolonie namens Atlantis mit mehreren tausend Menschen gebildet, die Handel mit den in Europa verbliebenen Personen treibt. Atlantis liegt an dem Punkt, wo die Navy laut ihren Plänen eine Zugriffszone eingerichtet hat, um von dort die Zeitreisenden zurückzuholen. In der Gegenwart ist dieses Gebiet das Bermudadreieck, dessen Ruf von der Navy als Tarnung ihrer Aktivitäten genutzt wird. Die Manipulation der Zeitgeschichte hat aber offensichtlich den ohnehin vagen Plan der Navy durchkreuzt, ein Verfahren zu entwickeln, die Chrononauten wieder in ihre Zeit zu holen, sodass es für die Teilnehmer der Mission keinen Weg mehr zurück gibt.
Nach und nach sterben die Protagonisten. Einer von ihnen, Jerome, versinkt mit einem Jeep bei Gibraltar nach einer Minenexplosion in einer Schlammgrube. Die Überreste werden zu einem der am Buchanfang erwähnten Artefakte.
Die Festung der Navy wird aufgegeben, die letzten Bewohner verlassen sie Richtung Atlantis. Steve Stanley macht sich auf, Afrika zu bereisen. So scheitert der Plan der Navy schließlich.

## Aufbau des Buches
Der Roman besteht aus drei deutlich unterscheidbaren Teilen.
Teil 1 – Spuren
Der erste Teil des Buches ist ein Bericht über nicht einzuordnende archäologische Funde. Anachronismen werden beschrieben, welche den Leser auf die weitere Handlung vorbereiten. Eines der Fundstücke, "die Flöte des heiligen Veit, stellt sich nach mehr als 1000 Jahren Reliquienverehrung als verwitterter Atemschlauch eines Jetpiloten dar.
Teil 2 – Das Chronotron-Projekt
Vorstellung des Protagonisten Steve Stanley. Besprechungen zwischen Wissenschaftlern und dem Militär. Beweise aus der Vergangenheit sollen bestätigen, dass das Chronotron-Projekt erfolgreich verlaufen wird. Briefing der Rekruten. Vorbereitung und Durchführung der Zeitreise aus Sicht des Protagonisten.
Teil 3 – Unternehmen Westsenke
Der dritte Teil beschreibt das Scheitern der Mission. Der Autor wählt den Kunstgriff, dass der Protagonist, aus dessen Sicht schon der Teil 2 geschildert wurde, mit seinem Kollegen, obwohl als einer der Ersten gestartet, als einer der letzten im Operationsgebiet ankommt, rund 40 Jahre nach dem Hauptteil der Zeitreisenden. Die Reise ging also nicht nur in die Vergangenheit, deren eigentliches Ziel ist bereits lange vor dem Eintreffen gescheitert, viele Menschen sind sinnlos geopfert worden und die gerade noch wagemutigen Reisenden erhalten inmitten der Grabenkämpfe die Nachricht, dass alles vergeblich war und eine Rückkehr in die Gegenwart nicht möglich ist.
Es folgt eine typische Beschreibung von Kriegswirren und deren Folgen. Der Überlebenskampf der Charaktere sowie der Hauptfigur in Zeiten eines bizarren, prähistorischen Krieges gegen die Söldner der „Scheiche“, von Apokalypse und Neuanfang, wird geschildert. Der eher offen gehaltene Schlussteil des Romans beschreibt fragmentarisch die Zerrissenheit des Protagonisten, die Alternativen, die ihm bleiben, und seine Entscheidung, sich mit dem Schicksal abzufinden.

## Trivia
- Im Laufe der Geschichte wird Platons Mythos von Atlantis einbezogen.
- Jeschke verweist auf Davy, einen post-apokalyptischen Roman von Edgar Pangborn, indem er seine Figuren ihren Hund „Davy“ nennen lässt. Jeschke selbst hatte Pangborns Buch wenige Jahre vorher bei Heyne auf Deutsch herausgebracht.
- In der DDR-Lizenzausgabe wird die Erwähnung eines MiG-Kampfflugzeugs zensiert – indem das Wort 'MiG' gestrichen wird.
- In dem Nachwort der Neuauflage von 2005 schreibt Jeschke, er warte auf einen Anruf aus Hollywood zur Verfilmung des Buches durch Roland Emmerich.
- Das monumentale Atlantropa-Projekt eines deutschen Ingenieurs sieht den Bau eines Staudamms in der Meerenge von Gibraltar vor, der das Mittelmeer vom Atlantik trennt, den Pegel drastisch absenkt und es teilweise trockenlegt. Das vermutlich undurchführbare Projekt geht auf das Jahr 1928 zurück.
- Die Amerikaner haben Pithecanthropus erectus, die sie Knirpse nennen, zu Soldaten abgerichtet. Doch der als Java-Mensch bekannte Pithecanthropus erectus lebte nie in Europa. Während die Pithecanthropus erectus als Fleischfresser und aggressive Tiere beschrieben werden, ist eine andere Hominidenart, die im Roman erscheint, der Paranthropus boisei, ein friedlicher Pflanzenfresser. Aber auch bei Paranthropus boisei stimmen Lebens- und Zeitraum nicht mit den fossilen Funden überein.
- Im Zusammenhang mit dem Militär-Jeep von Gibraltar wird ein anonymer Autor erwähnt, der 1968 ein spektakuläres Buch über Archäologie schrieb. Der Autor ist unschwer als Erich von Däniken und seinem Buch Erinnerungen an die Zukunft von 1968 zu erkennen.
- Der Autor erwähnt im Teil 2 des Buches das zum Zeitpunkt des Erscheinens noch nicht fertiggestellte Weltraumlabor Spacelab in einer Weise, als sei es eine eigenständige Raumstation, an die das Space Shuttle andocke. Tatsächlich war es nur in der Ladebucht eines Shuttles verwendbar.

## Auszeichnungen
- Kurd-Laßwitz-Preis – 1982

## Adaptionen
- Das Computerspiel (Echtzeitstrategie) Original War nimmt das Buch zur Vorlage, verlegt aber die Handlung nach Sibirien. Statt um Öl geht es um ein Mineral, das die Kalte Fusion katalysiert.

## Weitere Daten
- 1980 Vorabdruck eines Auszuges unter dem Titel Anachronismen, oder Die Flöte des heiligen Veit, in: Frank Flügge (Hrsg.): Utopia. SFCD-Sonderdruck 2/1980
- 1981 Erstveröffentlichung in Deutschland, Nymphenburger Verlag, ISBN 3-485-00403-0
- 1981 Erstveröffentlichung in Frankreich unter dem Titel Le Dernier Jour de la Création, übersetzt von Marie-Noëlle Ruckwied
- 1982 Erstveröffentlichung in USA und Großbritannien unter dem Titel The Last Day of Creation, ISBN 0-312-47061-4 (US) / ISBN 0-7126-0042-6 (UK), übersetzt von Gertrud Mander
- 1982 Sonderausgabe für den Bertelsmann Lesering (o. J.)
- 1982 Sonderausgabe für den Deutschen Bücherbund (o. J.)
- 1985 Taschenbuchausgabe beim Heyne Verlag, München (mit einem Vorwort von Brian W. Aldiss), ISBN 3-453-31134-5
- 1987 Erstausgabe auf Polnisch unter dem Titel Ostatni dzień stworzenia. Verlag KAW
- 1989 Veränderte DDR-Ausgabe als Hardcover im Verlag Das Neue Berlin, ISBN 3-360-00249-0
- 1989 Erstausgabe auf Tschechisch unter dem Titel Poslední den stvoření, übersetzt von Jan Hlavička. ISBN 80-205-0137-1
- 1990 Erstausgabe auf Ungarisch unter dem TitelA Teremtés utolsó napj. ISBN 963-11-6618-X
- 2005 Neuausgabe in der Reihe Meisterwerke der Science Fiction (mit einem Vorwort von Frank Schätzing), ISBN 3-453-52121-8 (Print), ISBN 978-3-641-01396-7 (E-Book)
- 2008 Erstausgabe auf Spanisch unter dem Titel El último día de la creación (Prólogo de Frank Schätzing), übersetzt von Ilana Marx.
- 2013 Das Cusanus-Spiel – Midas – Der letzte Tag der Schöpfung. Drei Romane in einem Band (mit einem Vorwort von Sascha Mamczak), ISBN 978-3-453-31476-4 (Print), ISBN 978-3-641-10428-3 (E-Book)
- 2019 Audible-Hörbuch, Sprecher: Gordon Piedesack, Marc Schülert, Urs Fabian Winiger, Uve Teschner, André Beyer, Friedhelm Ptok; Dauer: 2 Stunden, 26 Minuten, auch als CD, EAN 4042564196856.